# Kitui (hrabstwo)
Kitui – hrabstwo w Kenii, na obszarze dawnej Prowincji Wschodniej. Jego stolicą i największym miastem jest Kitui. Według spisu z 2019 roku hrabstwo ma ponad 1,1 mln mieszkańców.
Kitui graniczy z siedmioma hrabstwami: Tharaka-Nithi i Meru na północy, Embu na północnym zachodzie, Machakos i Makueni na zachodzie, rzeką Tana na wschodzie, oraz z Taita-Taveta na południu.
Hrabstwo zamieszkane jest głównie przez lud Kamba, ale obecni są tutaj także: Meru, Embu i Kikuju. Według danych z 2017 roku, 63,8% osób żyje poniżej granicy ubóstwa (za mniej niż 2 USD). 

## Gospodarka
Kitui jest postrzegane jako jedno z najbogatszych hrabstw w Kenii ze względu na ogromne bogactwa złóż mineralnych. Według raportów obok dużych złóż węgla, w basenie Mui znajdują się także znaczne ilości rudy żelaza oraz pewne ślady miedzi.

## Religia
Struktura religijna w 2019 roku wg Spisu Powszechnego:
- protestantyzm – 66,3%
- katolicyzm – 20,8%
- niezależne kościoły afrykańskie – 5,4%
- inni chrześcijanie – 2,9%
- islam – 0,8%
- brak religii – 2,1%
- inne religie – 1,7%.